# Monica Theodorescu
Monica Theodorescu (Halle, 2 de marzo de 1963) es una jinete alemana que compitió en la modalidad de doma.
Participó en tres Juegos Olímpicos de Verano, obteniendo tres medallas de oro en la prueba por equipos, en Seúl 1988 (junto con Reiner Klimke, Ann-Kathrin Linsenhoff y Nicole Uphoff), en Barcelona 1992 (con Klaus Balkenhol, Nicole Uphoff e Isabell Werth) y en Atlanta 1996 (con Klaus Balkenhol, Martin Schaudt e Isabell Werth).
Ganó dos medallas en el Campeonato Mundial de Doma de 1990 y cinco medallas en el Campeonato Europeo de Doma entre los años 1989 y 2009.

## Palmarés internacional
| Representando a la RFA   |                          |                   |                       |
| Juegos Olímpicos         |                          |                   |                       |
| Año                      | Lugar                    | Medalla           | Categoría             |
| 1988                     | Seúl (Corea del Sur)     | Medalla de oro    | Por equipos           |
| Campeonato Europeo       |                          |                   |                       |
| Año                      | Lugar                    | Medalla           | Categoría             |
| 1989                     | Mondorf (Luxemburgo)     | Medalla de oro    | Por equipos           |
| Representando a Alemania |                          |                   |                       |
| Juegos Olímpicos         |                          |                   |                       |
| Año                      | Lugar                    | Medalla           | Categoría             |
| 1992                     | Barcelona (España)       | Medalla de oro    | Por equipos           |
| 1996                     | Atlanta (Estados Unidos) | Medalla de oro    | Por equipos           |
| Campeonato Mundial       |                          |                   |                       |
| Año                      | Lugar                    | Medalla           | Categoría             |
| 1990                     | Estocolmo (Suecia)       | Medalla de oro    | Por equipos           |
| 1990                     | Estocolmo (Suecia)       | Medalla de bronce | Individual            |
| Campeonato Europeo       |                          |                   |                       |
| Año                      | Lugar                    | Medalla           | Categoría             |
| 1993                     | Lipica (Eslovenia)       | Medalla de oro    | Por equipos           |
| 1993                     | Lipica (Eslovenia)       | Medalla de plata  | Individual (especial) |
| 2007                     | La Mandria (Italia)      | Medalla de plata  | Por equipos           |
| 2009                     | Windsor (Reino Unido)    | Medalla de bronce | Por equipos           |